# Вулька-Злоєцька
Вулька-Злоєцька (пол. Wólka Złojecka) — село в Польщі, у гміні Неліш Замойського повіту Люблінського воєводства. Населення — 285 осіб (2011).

## Історія
За даними етнографічної експедиції 1869—1870 років під керівництвом Павла Чубинського, у селі здебільшого проживали греко-католики, усе населення розмовляло українською мовою. Українці в селі проживали до Першої світової війни. Під час війни всі українці виїхали у внутрішні райони Російської імперії.
У 1975—1998 роках село належало до Замойського воєводства.

## Демографія
Демографічна структура станом на 31 березня 2011 року:
|          | Загалом | Допрацездатний вік | Працездатний вік | Постпрацездатний вік |
| -------- | ------- | ------------------ | ---------------- | -------------------- |
| Чоловіки | 143     | 26                 | 99               | 18                   |
| Жінки    | 142     | 26                 | 70               | 46                   |
| Разом    | 285     | 52                 | 169              | 64                   |